# 1997 chez Disney
Cet article présente la liste des évènements de la Walt Disney Company ayant eu lieu en 1997.

## Événements

### Janvier
- 1er janvier 1997, Décès d'Al Eugster, animateur[1]
- 6 janvier 1997, Fermeture de l'attraction Rocket Jets à Disneyland[2]
- 10 janvier 1997, Sortie nationale du film Evita d'Hollywood Pictures en France
- 28 janvier 1997, ABC Cable Networks et Comcast s'associent pour acheter une participation majoritaire dans E! Entertainment[3]

### Février
- 14 février 1997, Sortie du film Le Nouvel Espion aux pattes de velours
- 17 février 1997, Sortie en DVD du film Le Monde magique de la Belle et la Bête
- 21 février 1997, Ouverture du premier Club Disney à Thousand Oaks[4]
- 24 février 1997, Disney signe un contrat pour 5 films en 10 ans avec Pixar Animation Studios[5],[3]

### Mars
- 8 mars 1997, Décès de Jerry Hathcock, animateur[6]
- 24 mars 1997, Début de l'émission Zapping Zone sur Disney Channel France
- 28 mars 1997, Premier match au Disney's Wide World of Sports[7]

### Avril
- 2 avril 1997, Annonce du lancement d'une Disney Channel Middle-East[8]
- 3 avril 1997, Disney entre au capital de Starwave Corporation[8]
- 4 avril 1997, Disney revend les 4 journaux (anciennement Capital Cities Communications) à Knight Ridder[8]
- 7 avril 1997, Fermeture de l'attraction Captain Eo à Disneyland[9],[10]
- 11 avril 1997, Sortie du film Tueurs à gages d'Hollywood Pictures
- 14 avril 1997, ABC Radio achète les stations WJZW-FM à Washington DC et WDRQ-FM à Détroit[8]
- 15 avril 1997, Ouverture de l'attraction MicroAdventures à Tokyo Disneyland[11]
- 25 avril 1997, Sortie du film Romy et Michelle, 10 ans après de Touchstone Pictures

### Mai
- 6 mai 1997, ESPN annonce la publication pour le début 2008 du ESPN The Magazine[8]
- 13 mai 1997, la comédie musicale La Belle et la Bête débute au Dominion Theatre à Londres[12].
- 23 mai 1997, Début du spectacle Light Magic à Disneyland[13]

### Juin
- 5 juin 1997, Ouverture de l'attraction Disney's Take Flight au Magic Kingdom[14]
- 23 juin 1997, Disney vend l'éditeur Chilton Publishing, filiale d'ABC, au groupe européen Reed Elsevier pour 447 millions d'USD[15],[16].
- 27 juin 1997, Première mondiale du film Hercule aux États-Unis

### Juillet
- 11 juillet 1997, Disney ouvre un bureau au Cap pour représenter ses intérêts en Afrique du Sud[17]
- 21 juillet 1997, Disney rachète le label Mammoth Records[8]

### Août
- 1er août 1997, Ouverture du Disney's Coronado Springs Resort à Walt Disney World Resort[18],[8]
- 1er août 1997, Sortie du film Air Bud : Buddy star des paniers aux États-Unis
- 5 août 1997, Sortie en DVD du film Winnie l'ourson 2 : Le Grand Voyage
- 6 août 1997, Annonce du second concept de Disney Regional Entertainment, DisneyQuest[8]
- 11 août 1997, Disney Catalog annonce l'ouverture d'un centre de distribution de 500 000 pieds carrés (46 452 m2) dans le comté de Spartanburg en Caroline du Sud (situé à Jonesville)[19]
- 13 août 1997, Sortie en DVD du film Aladdin et le Roi des voleurs
- 27 août 1997, Décès de Dick N. Lucas, animateur[20]

### Septembre
- 3 septembre 1997, ESPN achète la chaîne Classic Sports Network qui deviendra ESPN Classic[8]
- 4 septembre 1997, Walt Disney Home Entertainment annonce l'édition de DVDs[8]
- 15 septembre 1997, Ouverture de Downtown Disney West Side à Walt Disney World Resort[21],[8]
- 16 septembre 1997, Première ESPN The Store ouvre dans la Glendale Galleria, c'est une division de Disney Store associée aux produits ESPN[22],[8]

### Octobre
- 10 octobre 1997, Fermeture de l'attraction Journey Into Imagination à Epcot
- 13 octobre 1997, Ouverture de la boutique LEGO Imagination Center à Downtown Disney Marketplace
- 20 octobre 1997, Début de la série Tibère et la Maison bleue sur Disney Channel
- 26 octobre 1997, Première diffusion du téléfilm Tower of Terror sur ABC dans Le Monde merveilleux de Disney

### Novembre
- 11 novembre 1997, Sortie en DVD du film La Belle et la Bête 2 : Le Noël enchanté
- 13 novembre 1997, Première du spectacle Le Roi lion au New Amsterdam Theatre sur Broadway à New York
- 26 novembre 1997, Sortie du film Flubber avec Robin Williams
- 26 novembre 1997, Oriental Land Company et Disney officialisent le projet Tokyo DisneySea[8]

### Décembre
- 2 décembre 1997, Buena Vista Home Video édite son premier DVD.
- 8 décembre 1997, Annonce du lancement de Toon Disney
- 16 décembre 1997, Décès de Lillian Bounds-Disney, femme de Walt[23]
- 25 décembre 1997, Sortie du film Kundun de Touchstone Pictures aux États-Unis